# Intelligent design movement
Aux États-Unis d'Amérique, l’intelligent design movement (littéralement mouvement du dessein intelligent) est une campagne organisée par les néocréationnistes visant à influencer les citoyens, les milieux politiques et académiques américains et à faire accepter le concept du dessein intelligent.
L’intelligent design movement regroupe de multiples plans d'action, les plus connus étant ceux du Discovery Institute comme la stratégie du coin ou la Teach the Controversy (en) (controverse sur l'enseignement).